# Eribolus crassipes
Eribolus crassipes är en tvåvingeart som beskrevs av Nartshuk 1972. Eribolus crassipes ingår i släktet Eribolus och familjen fritflugor. Inga underarter finns listade i Catalogue of Life.